# Distichopora foliacea
Distichopora foliacea är en nässeldjursart som beskrevs av Pourtalès 1868. Distichopora foliacea ingår i släktet Distichopora och familjen Stylasteridae. Inga underarter finns listade i Catalogue of Life.